# Tuxedo Computers
TUXEDO Computers（タキシード・コンピューター）は、ドイツのアウクスブルクに本社を置くコンピュータメーカーである。

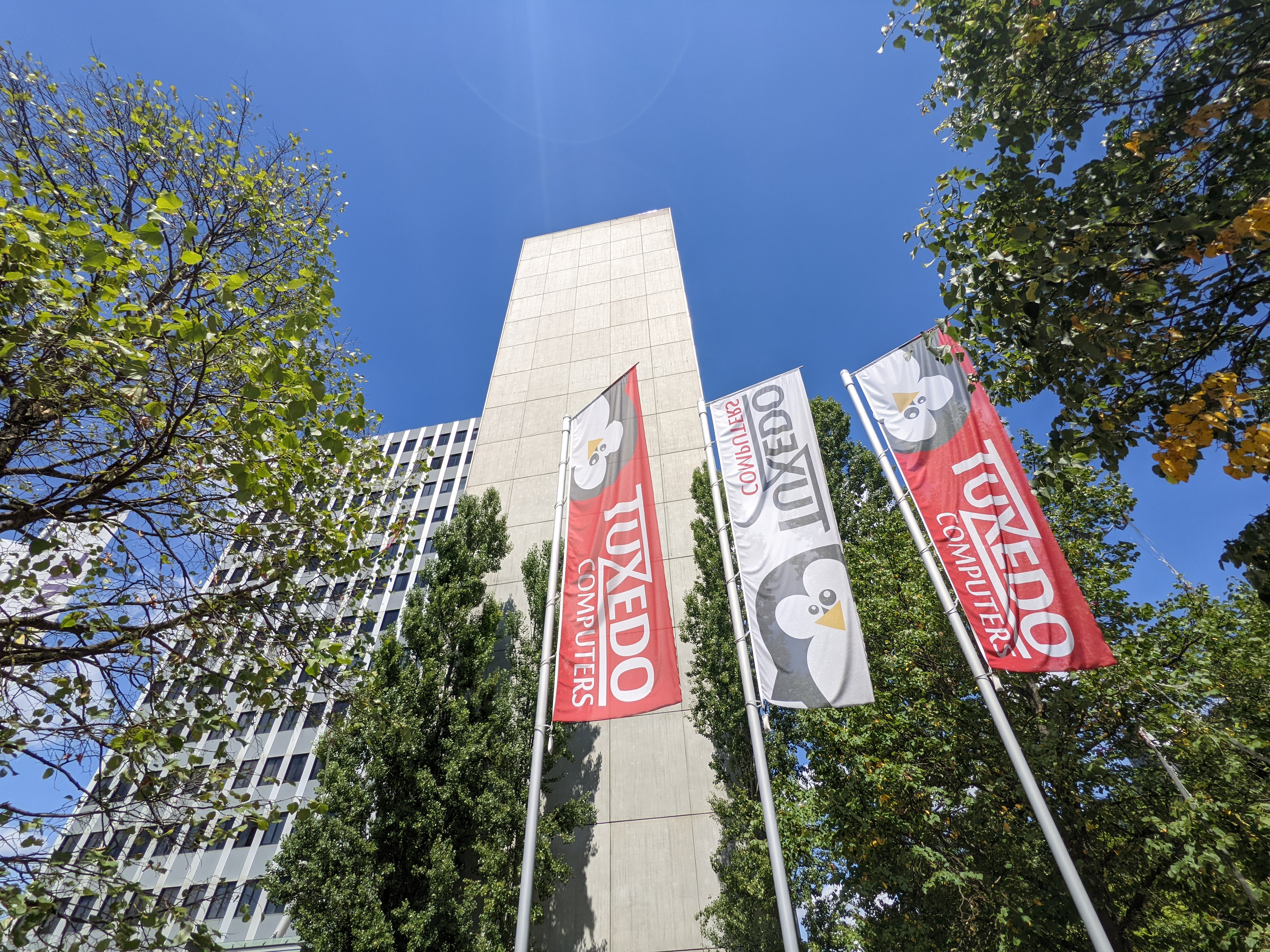
2023年のアウクスブルク、ビューロセンター・メッセ内にある本社オフィス。

同社はLinuxオペレーティングシステムをあらかじめインストールしたデスクトップパソコンおよびノートパソコンの製造を専門としている。製品はドイツのライプツィヒで組み立てられている。
TUXEDO Computersの端末には、同社独自のLinuxディストリビューションであるTUXEDO OS（Ubuntuをベースに開発）が搭載されているほか、複数のLinuxディストリビューションやMicrosoft Windowsを、Linuxとデュアルブート構成または仮想マシン上で併用する形でインストールすることも可能である。

## 歴史
TUXEDO Computersは、2004年2月1日に現代表のHerbert Feiler（ハーバート・ファイラー）によってドイツのバイロイトで設立された。2013年にケーニヒスブルンへ移転し、2019年に現在の本社所在地であるアウクスブルクへ再び移転した。社名はLinuxのマスコットキャラクターであるタックス（Tux）に由来し、その羽毛がタキシードのように見えることから名付けられている。同社はもともと、Linuxやオープンソースソフトウェアに関連するノベルティグッズやLinuxディストリビューションを収めたソフトウェアパッケージを扱うオンラインストアとして事業を開始した。
当初はLinuxとの互換性が高いことからノートパソコンは特別な対応が必要な場合が多かったため、デスクトップパソコンのみを取り扱っていた。現在ではノートパソコンや省スペースパソコンも製品ラインアップに加わっている。製品名には恒星や惑星、宇宙開発、科学技術にちなんだ名称が用いられている。

## Tuxedo OS

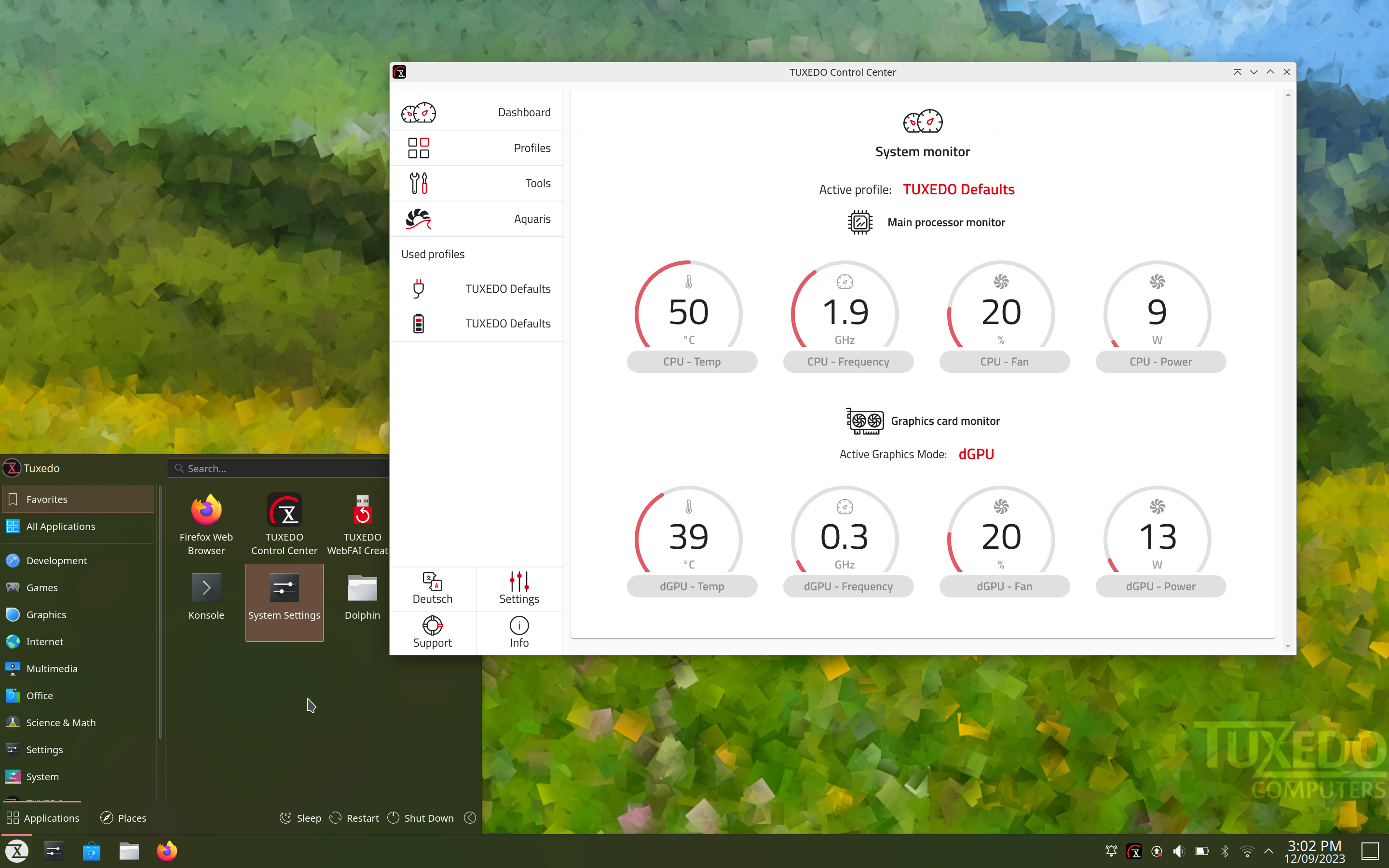
TUXEDO OS 2 と TUXEDO Control Center。

TUXEDO Computersは、Ubuntuをベースにした独自のLinuxディストリビューションであるTUXEDO OS（表記はすべて大文字として様式化）を開発している。初版は2022年9月29日にリリースされた。Ubuntuと比べて、TUXEDO OSはカノニカルが開発したパッケージ管理システムであるSnapを搭載せず、最新のLinuxカーネルおよび最新バージョンのKDE Plasmaを採用している。さらに、TUXEDO OSはドイツ国内のホスティングサーバーが運営する独自のソフトウェアリポジトリを利用しており、ユーザーデータの送信を行わない。TUXEDO OSはプロジェクトページからISOイメージファイル形式で自由にダウンロードできる。
TUXEDO OSを補完する形で、同社はハードウェアの制御や使い勝手の向上を目的としたツールの開発も進めている。GNU一般公衆利用許諾契約書（GPL）に基づいて公開されているTUXEDO Control Centerでは、ファンの制御やCPU・GPUのクロック調整、キーボードバックライトの設定などを行うことができる。さらに、社内開発ツールである「WebFAI」を公開しており、TUXEDO OSやその他のLinuxディストリビューションを搭載したコンピュータの自動インストールを可能にしている。

## コミュニティとの関係
TUXEDO ComputersはKDEのパトロンの一社であり、KDEの開発者がイベントを開催する機会を提供している。例えば、2023年のKDE Plasma Sprintは同社のオフィスで開催された。また、Linuxユーザーグループ・アウクスブルクは同社の施設で定期的に集会を開いている。TUXEDO Computersの開発者はLinuxカーネルに対して定期的にコードやパッチを提出している。

## MyTuxedo
TUXEDO Computersは「MyTuxedo」という名称で、Nextcloudをベースにしたクラウドストレージサービスを運営している。このサービスは現在、TUXEDOのコンピュータ購入者のみが利用可能である。サーバーおよびバックアップストレージはドイツ国内のデータセンターに設置されており、そのためサービスはEU一般データ保護規則（GDPR）の適用を受けている。